# Живардон
Живардон (фр. Givardon) насеље је и општина у централној Француској у региону Центар (регион), у департману Шер која припада префектури Сент Аман Монрон.
По подацима из 2011. године у општини је живело 309 становника, а густина насељености је износила 14,11 становника/km². Општина се простире на површини од 21,9 km². Налази се на средњој надморској висини од 200 метара (максималној 268 m, а минималној 184 m).

## Демографија
| 1962. | 1968. | 1975. | 1982. | 1990. | 1999. | 2011. |
| ----- | ----- | ----- | ----- | ----- | ----- | ----- |
| 393   | 434   | 364   | 342   | 316   | 291   | 309   |

График промене броја становника у току последњих година